# Guillaume Dubois (journaliste)
Pour les articles homonymes, voir Guillaume Dubois et Dubois.
Guillaume Dubois, né le 26 juin 1968 à Paris, est un journaliste et une personnalité française des médias.

## Biographie
De 2005 à 2016, il est directeur de la rédaction puis directeur général de BFM TV. De 2016 à 2018, il est directeur général délégué puis PDG du Groupe L'Express.
Directeur de l'antenne à LCI à partir de 2018, il est nommé directeur général d'Euronews en juin 2022. Il est révoqué « avec effet immédiat » en octobre 2024. Dans un courriel envoyé aux employés, Dubois a regretté cette décision et a déclaré qu'il méritait de rester dans l'entreprise.